# إيو غالي (ويسكونسن)
إيو غالي (بالإنجليزية: Eau Galle, St. Croix County, Wisconsin)‏ هي بلدة تقع بولاية ويسكونسن في الولايات المتحدة. تبلغ مساحتها 87.5 (كم²)، وترتفع عن سطح البحر 379 م، بلغ عدد سكانها 882 نسمة في عام 2000 حسب إحصاء مكتب تعداد الولايات المتحدة وتصل الكثافة السكانية فيها 10.1 نسمة/كم2.

## وصلات خارجية
- The US50 - Cities and Towns in Wisconsin State
- Wisconsin Cities and Towns, Facts, Map, Flag, Colleges, Government, and More